# Mairie des Lilas
Mairie des Lilas – stacja linii nr 11 metra  w Paryżu. Stacja znajduje się w gminie Les Lilas. Została otwarta 17 lutego 1937 r.